# أخلاقيات أكل اللحوم
في كثير من المجتمعات، نشأ جدل ونقاش حول أخلاقيات أكل الحيوانات. الاعتراض الأخلاقي الأساسي على أكل اللحوم هو أن أكل اللحوم، بالنسبة لمعظم الناس الذين يعيشون في العالم المتقدم، ليس ضروريا للبقاء على قيد الحياة أو الصحة؛  وبالتالي، قتل الحيوانات فقط لأن الناس يحبون طعم اللحم هو شيء خاطئ ولا يمكن تبريره أخلاقيا. قد يعترض النباتيين الأخلاقيين أيضا على الممارسات الزراعية وراء إنتاج اللحوم، إلى جانب الاستشهاد بمخاوف بشأن رعاية الحيوان، حقوق الحيوان، الأخلاق البيئية، والوازع الديني. ردا على ذلك، يستشهد أنصار أكل اللحوم المختلفة بحجج علمية، غذائية، ثقافية ودينية في دعم هذه الممارسة. فيما يعترض بعض أكلة اللحوم فقط على طرق معينة في تربية الحيوانات، مثل المزارع الصناعية. والبعض يتجنب فقط بعض اللحوم، مثل لحم العجل أو كبد الأوز.

## وجهات النظر الأخلاقية حول تناول اللحوم
أستاذ جامعة برينستون وجامعة ميلبورن، ورائد حركة تحرير الحيوان، بيتر سينغر، طالما جادل بأنه إذا كان من الممكن البقاء على قيد الحياة وبصحة جيدة  دون أكل اللحوم، والأسماك، ومنتجات الألبان أو البيض، فيجب أن تختار هذا الخيار بدلا من التسبب في أضرر لا لزوم لها للحيوانات. في كتابه تحرير الحيوان، قال سينغر أنه بسبب أن الحيوانات غير البشرية تستطيع أن تشعر، فإنه ينبغي أن تعامل وفقا لأخلاقيات النفعية. وقد استشهد بأعمال سينغر على نطاق واسع من قبل نشطاء حقوق الحيوان فضلا عن النباتيين الأخلاقيين والخضريين. النباتية الأخلاقية تشير إلى أن أسباب عدم إيذاء أو قتل الحيوانات تشبه أسباب عدم إيذاء أو قتل البشر، ويجادل النباتيين الأخلاقيين أن قتل حيوان، مثل قتل الإنسان، لا يمكن أن يبرر إلا في الظروف القصوى. حيث أن استهلاك حيوان حي فقط لمذاقه، للراحة، أو للعادة، ليس له ما يبرره. وأضاف بعض الأخلاقيين أن البشر، على عكس الحيوانات الأخرى، واعون للناحية الأخلاقية لسلوكهم، ويكون لهم خيار؛ وهذا هو السبب في وجود القوانين التي تحكم السلوك البشري، والسبب في خضوع اختاراتهم لمعايير أخلاقية.
عندما يختار الناس أن يفعلوا أشياء هم مترددون حيالها أو قد يشعروا بصعوبة في تبريرها، فإنهم يواجهون حالة من التنافر، والتي يمكن أن تؤدي إلى التسويغ، الإنكار، أو حتى خداع الذات. على سبيل المثال، وجدت تجربة عام 2011 أنه عندما يلفت الانتباه للضرر الذي يسببه أكل اللحوم للحيوانات، فإن الناس يميلون إلى تقييم تلك الحيوانات على أنها تمتلك قدرات عقلية أقل مقارنة بعندما لا يتم جلب هذا الضرر إلى علمهم. وهذا يتضح خصوصا عندما يتوقع الناس أكل اللحوم في المستقبل القريب. هذا الإنكار يجعل أكل الحيوانات أسهل. وتشير البيانات إلى أن من يستهلكون اللحوم يفنون جهدا كبيرا لمحاولة حل هذه التناقضات الأخلاقية بين معتقداتهم وسلوكهم، عن طريق ضبط معتقداتهم حول قدرة الحيوانات على الشعور. تجادل النباتية الأخلاقية أن السلوك هو ما يجب تعديله وليس المعتقدات.

## معاملة الحيوانات
أصبحت الهموم الأخلاقية النباتية أكثر انتشارا في البلدان المتقدمة بشكل خاص بسبب انتشار (1) المزارع الصناعية (2) توثيق أكثر انفتاحا ووضوحا لما يستلزمه أكل اللحوم من ضحاياه، و (3) الوعي البيئي. يجادل بعض مؤيدي أكل اللحوم أن نظام الإنتاج الشامل للحوم يجب أن يكون متوافقا مع الطلب الجماعي الحالي على الحوم، بغض النظر عن أحوال الحيوانات. ويجادل مؤيدون أقل تطرفا أن الممارسات مثل إدارة جيدة للتربية الطليقة للحيوانات، واستهلاك الحيوانات المصيدة، خاصة من الأنواع التي تم القضاء على مفترساتها الطبيعية بشكل كبير، يمكن أن تلبي الطلب على اللحوم.

### الحليب والبيض
أحد الفروق الرئيسية بين النظام الغذائي الخضري والنظام النباتي العادي هو أن متبع النظام الخضري يتجنب كل من البيض ومنتجات الألبان مثل الحليب والجبن والزبدة واللبن. الخضرية الأخلاقية لا تسمح باستهلاك منتجات الألبان أو البيض لأن إنتاجها يتسبب في المعاناة والوفاة المبكرة للحيوانات.
لإنتاج الحليب من الأبقار الحلوب، يتم فصل جميع العجول من أمهاتهم بعد الولادة مباشرة، وتغذية العجول على بدائل للحليب، من أجل الحفاظ على حليب البقر للاستهلاك البشري. ويشير دعاة الرفق بالحيوان إلى أن هذا يكسر الرابطة الطبيعية بين الأم والعجل. يتم ذبح العجول الذكور غير المرغوب فيها إما عند الولادة أو إرسالها لإنتاج لحم العجل. لإطالة فترة إنتاج اللبن للبقرة الواحدة، فإنها توضع بشكل شبه دائم في حالة حمل عن طريق التلقيح الاصطناعي. على الرغم من أن متوسط العمر المتوقع الطبيعي للبقرة حوالي عشرين عاما،  بعد حوالي خمس سنوات يكون قد انخفض إنتاج حليب البقر؛ وتعتبر البقرة قد «قضيت» ويتم إرسالها إلى مذبح لاستخدامها للحوم والجلود.
في نظام إنتاج البيض القائم على قفص البطارية أو الدواجن الطليقة، يتم إعدام الذكور عند الولادة، لتأمين جيل جديد من الدجاج البياض. وتشير التقديرات إلى أن المستهلك الذي يأكل 200 بيضة سنويا مسؤول عن وفاة 140 طير.

## الوعي الحيواني
صرّحت عالمة السلوك الحيواني جين جودل في كتاب «العالم الداخلي لحيوانات المزرعة» في عام 2009 أن: «حيوانات المزرعة تشعر بالمتعة والحزن والإثارة والاستياء والاكتئاب والخوف والألم، فهي أكثر حساسية وذكاء مما كنّا نتصور»، وفي عام 2012، ذكرت مجموعة من علماء الأعصاب المعروفين في «إعلان كامبريدج بشأن الوعي في الحيوانات غير البشرية» أن جميع الثدييات والطيور (مثل حيوانات المزرعة)، وغيرها من الحيوانات، تمتلك الركائز العصبية التي تولد الوعي، وهي قادرة على اختبار الحالات الوجدانية، ويقترح يوجين ليندن، مؤلف كتاب «نحيب الببغاء»، أن العديد من الأمثلة حول السلوك والذكاء الحيواني تشير إلى أنها تمتلك درجة من المشاعر والوعي الذي عادةً ما نعزوه إلى نوعنا فقط.
يرد الفيلسوف دانيال دينيت:
يقول الفلاسفة بيتر سينغر (برينستون) وجيف مكماهان (أكسفورد) وآخرون، أنّ القضية ليست حول الوعي، وإنما حول القدرة على الإحساس العاطفي.

## الألم
```
تدور أحد الحجج حول قدرة الكائنات غير البشرية على الشعور بالألم، فإذا كان من الممكن إظهار أن الحيوانات تعاني كما يعاني البشر، فعندئذ يمكن تمديد العديد من الحجج ضد 
المعاناة
 البشرية لتشمل الحيوانات،
[
18
]
 وأحد هذه الأمور هو ظاهرة الانهيار (transmarginal inhibition) التي لوحظت لدى البشر وبعض الحيوانات عند تعرضهم لمنبه أو حدث غامر وشديد.
```

كما لاحظ جون ويبستر (أستاذ فخري لتربية الحيوانات في جامعة بريستول):

## العوامل المؤثرة على الآراء حول الوعي الحيواني
يختبر الشخص حالة من التنافر المعرفي، عندما يختار القيام بأشياء يشعر بالتناقض حيالها أو يجد صعوبة في تبريرها، وهذا الأمر يقود إلى التبرير أو الإنكار أو حتى خداع النفس. على سبيل المثال، توصّلت تجربة عام 2011 إلى أنّ لفت انتباه الأشخاص إلى الأذى الذي يسببه أكلهم للحوم، يساهم بتقييم هؤلاء للأشخاص لتلك الحيوانات على أنها تمتلك قدرات عقلية أقل، وذلك مقارنةً بتقييمهم لها دون لفت انتباههم للأذى، وهذا واضح بشكل خاص عندما يتوقع الناس تناول اللحوم في المستقبل القريب.
مثل هذا الإنكار يجعل تناول لحوم الحيوانات أقل إزعاجًا، وتشير البيانات إلى أن مستهلكي اللحوم يذهبون إلى أبعد الحدود لمحاولة حل هذه التناقضات الأخلاقية بين معتقداتهم وسلوكياتهم عن طريق تعديل معتقداتهم حول ما تستطيع إدراكه الحيوانات.
هذا التصور يمكن أن يؤدي إلى استنتاجات متناقضة حول الارتياح والمبدأ الذي ينطوي عليه تفضيل أنواع معينة من اللحوم على غيرها. على سبيل المثال، يمتلك لحم الغزال عادةً جودةً غذائيةً أعلىً بكثير وبصمةً كربونيةً أقل بكثير من لحوم الحيوانات المرباة محليًا، ولكن من المؤكد افتراضيًا أنّ الغزلان لم تنشأ أو تتكاثر في ظروف غير طبيعية، محصورة في قفص، تتغذّى على حمية غير طبيعية من الحبوب، أو تُحقن بأي هرمونات صناعية. ومع ذلك، يكون الفعل الضروري المتمثل في قتل الغزلان للحصول على لحم الغزال أكثر وضوحًا بشكلٍ عامٍ لكل شخص يصادف هذا النوع من اللحوم، فقد يشعر بعض الناس بعدم ارتياح أكبر عند تناول هذه اللحوم مما يشعروا به عند تناولهم للحوم الحيوانات المرباة في مزارع المصانع. يجادل العديد من الأخلاقيين النباتيين وآكلي اللحوم بأنه سلوك بدلاً من معتقدات داعمة ينبغي تعديلها.

## الحجج البيئية
وفقًا لتقرير «الظل الطويل للثروة الحيوانية» لعام 2006: «يظهر قطاع الثروة الحيوانية كواحد من أهم اثنين أو ثلاثة مساهمين في المشكلات البيئية الأكثر خطورة على كل مستوى من المحلي إلى العالمي»، وربما يكون قطاع المواشي أكبر مصدر لتلوث المياه (بسبب النفايات الحيوانية والأسمدة ومبيدات الآفات)، مما يسهم بظاهرة التتريف (eutrophication)، بمشاكل صحية للإنسان، وبظهور المقاومة للمضادات الحيوية، كذلك تمثل الثروة الحيوانية أكثر من 8٪ من الاستخدام البشري العالمي للمياه.
يعتبر الإنتاج الحيواني أكبر سبب لاستخدام الأراضي، فهو مسؤول عن استخدام 40٪ من مساحة اليابسة العالمية، ومن المحتمل أن يكون اللاعب الرئيسي في ضياع التنوع البيولوجي، لأنه يساهم في إزالة الغابات، تردّي الأراضي، التلوث، تغير المناخ، والإفراط في الصيد.
يمكن أن يُعزى 60٪ من ضياع التنوع البيولوجي إلى النطاق الواسع لزراعة المحاصيل العلفية اللازمة لعشرات المليارات من حيوانات المزارع، وذلك بحسب دراسة أجراها الصندوق العالمي للحياة البرية لعام 2017، كما أن الثروة الحيوانية مسؤولة عن 20٪ على الأقل من انبعاثات غازات الاحتباس الحراري في العالم، التي هي السبب الرئيسي في تغير المناخ الحالي. ويرجع ذلك إلى إنتاج الأعلاف، التخمر المعوي من المجترات، تخزين ومعالجة السماد العضوي، ونقل المنتجات الحيوانية.
تتجاوز انبعاثات الغازات الدفيئة الناتجة عن الإنتاج الحيواني إلى حد كبير انبعاثات الغازات الدفيئة من أي نشاط بشري آخر، ويدّعي البعض بأن أفضل شيء يمكننا القيام به حتى الآن لإبطاء التغيرات المناخية هو التحول العالمي نحو نظام غذائي نباتي.
أظهرت دراسة أجريت عام 2017 ونشرت في دورية موازنة وإدارة الكربون (Carbon Balance and Management)، أن انبعاثات الميثان العالمية للزراعة الحيوانية هي أعلى بنسبة 11٪ من التقديرات السابقة، وفي تشرين الثاني/نوفمبر 2017، وقع 15364 عالمًا تحذيرًا للبشرية يدعو -من بين أمور أخرى- إلى «تشجيع انتقال الاستهلاك الغذائي نحو الأطعمة التي تعتمد على النباتات في الغالب»، وأوصى تقرير نُشِر في دورية ذا لانسيت (The Lancet) في عام 2019 بتقليل استهلاك اللحوم عالميًا بنسبة 50٪. للتخفيف من التغير المناخي.
تتطلب الحيوانات التي تتغذى على الحبوب أو تعتمد على الرعي كمياتٍ من الماء أكبر من تلك التي تتطلبها محاصيل القمح، إذ يتطلب إنتاج 1 كيلو غرام من اللحوم ما يصل إلى 15000 لتر من الماء، ووفقًا لوزارة الزراعة الأمريكية (USDA)، فإنّ زراعة أعلاف حيوانات المزارع تتطلب نحو نصف إمدادات المياه الأمريكية و 80٪ من أراضيها الزراعية، كما تستهلك الحيوانات التي تُربّى للحصول على الطعام في الولايات المتحدة نحو 90٪ من محصول فول الصويا، و80٪ من محصول الذرة، و70٪ من محصولها من القمح.
مع ذلك، عند استخدام النظام الزراعي الموسع يعود جزء من الماء والمغذيات إلى التربة (على عكس المعالف)، وبالتالي يوفر بعض الفوائد للمَرعى. إعادة التدوير هذه ومعالجة المياه والمواد الغذائية أقل انتشارًا في معظم أنظمة الإنتاج النباتي، الأمر الذي قد يساهم باقتراب معدل كفاءة الإنتاج الحيواني من كفاءة النظم الزراعية النباتية.
من تتبع الإنتاج الحيواني للغذاء من المَرعى إلى مائدة العشاء، يبدو أنّ عدم الكفاءة في إنتاج اللحوم واللبن والبيض يتراوح بين (4: 1) وحتى (54: 1)-المدخول من الطاقة إلى البروتين الناتج، والنتيجة هي أن إنتاج الأغذية المعتمدة على الحيوان عادةً ما يكون أقل كفاءة بكثير من حصاد القمح، والخضراوات، والبقوليات، والبذور، والفواكه.
يوجد حجج بيئية تدعم أخلاقية تناول اللحوم، ومثل هذه الحجج تحمل فكرة أن الرفاهية الفردية والشعور بالراحة أقل أهمية للأخلاق من الصالح البيئي الأكبر، وبإتباع مبدأ البيئي ألدو ليوبولد الذي يقول بأنّ المعيار الوحيد للأخلاق هو الحفاظ على «سلامة واستقرار وجمال المجتمع الحيوي»، يؤكد هذا الموقف على أن الصيد المستدام والزراعة الحيوانية مفيدين لصحة البيئة وبالتالي هي جيدة.

## التقاليد الدينية لتناول اللحوم
يحتوي القانون الإسلامي واليهودية على مبادئ توجيهية غذائية تسمى حلال وكشروت، على التوالي. يُطلق على اللحم الذي يُستَهلَك حسب الهلاخاه (الشريعة اليهودية) كوشير، أمّا اللحم الذي لا يلتزم بالقانون اليهودي يسمى ترايف، ويحظر في اليهودية التسبب بالألم غير الضروري للحيوانات. وعلى الرغم من أن تناول اليهود للحوم ليس مطلوبًا ولا محظورًا، إلا أنّ عددًا من علماء الديانة اليهودية في العصور الوسطى -مثل جوزيف ألبو وإسحاق أراما- يعتبرون النباتيين مثالًا أخلاقيًا.
في المسيحية الممارسة من قبل أعضاء الكنيسة الأرثوذكسية الشرقية، الكنيسة الكاثوليكية الرومانية، والكنيسة الكاثوليكية اليونانية، وغيرها، يحُظَر أكل اللحوم في أوقات الصيام، ولكن قواعد الصيام تختلف. يوجد أيضًا دعوات مسيحية لاتباع النباتية –النباتية المسيحية.